# USA-229
USA-229は2011年に打ち上げられたアメリカ合衆国のシギント偵察衛星のペアである。打上げ前まではNRO launch 34 (NROL-34またはL-34) と呼ばれていた。運用はアメリカ国家偵察局 (National Reconnaissance Office： NRO) が行っている。
この衛星のペアは、ユナイテッド・ローンチ・アライアンス社のアトラス V 411 ロケットによってヴァンデンバーグ空軍基地(カリフォルニア州)のSLC-3打上げ複合施設から打上げられた。発射時刻は 2011年4月15日 04:24 UTC であり、ロケットは衛星のペアを成功裏に地球低軌道(LEO)に投入した。04:29 UTC までにはロケットのステータス情報の公式な更新は停止されている。
公式には、この衛星の詳細と任務は機密であるが、アマチュア観測者たちは、アトラスVロケットが2基の衛星を展開したことを識別している。このうちの1基は公式にはデブリであると衛星カタログには掲載されている。この2基の衛星は、第3世代または第4世代のアメリカ海軍広域海上監視システム (NOSS) 衛星であると識別されている。アマチュア観測者たちは、2基の衛星が近地点高度 1025km、遠地点高度 1207km、軌道傾斜角64.4°の周回軌道に乗っていることを突き止めている。現行の世代のNOSS衛星では、打上げと運用は常に2基のペアで行われており、これらは船舶の送信電波からその位置を特定し、追跡するために使用される。